# Liste der preußischen Justizminister
Liste der preußischen Justizminister.

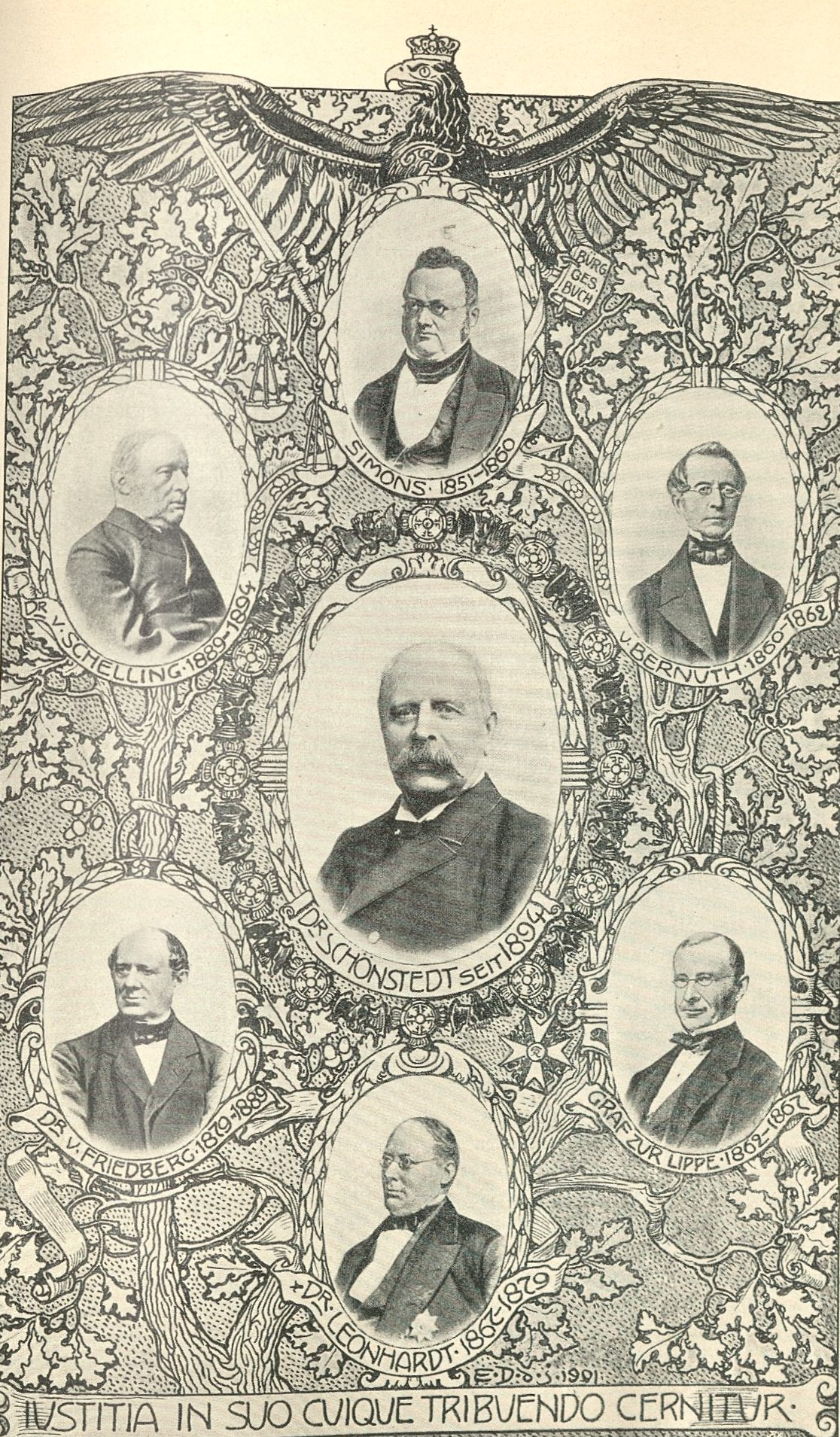
Justizminister Preußens 1851–1905

Die moderne Ministerialverwaltung begann in Preußen unter Friedrich Wilhelm I. Etwa ab 1723 hatten seine fünf Minister jeweils die Zuständigkeit für bestimmte Sachgebiete und je eine Provinz. Gleichzeitig erhielten immer drei Minister auch die Funktion eines Justizministers; wichtige Entscheidungen konnten sie nur gemeinschaftlich treffen (Kollegialprinzip). Hauptaufgaben waren Ernennungsvorschläge für Richter, Ausbildung der Juristen, Verwaltung des Justizapparats (Gebäude und Personal), Registraturen (vor allem die Grundbücher) sowie die Beratung des Königs. Dieses System wurde bis 1737 beibehalten, später zeitweilig reaktiviert.
Unter Friedrich II. wurde mit der systematischen Ausarbeitung von Gesetzeswerken begonnen. Diese Aufgabe wurde einem 1747 neu geschaffenen Großkanzler (auch als Leitender Justizminister und Chef de Justice bezeichnet) übertragen. Zeitweise erfolgte auch parallel eine laufende Verwaltung durch weitere Justizminister; vor allem unter dem Großkanzler Jarriges, der mit vier weiteren Ministern zusammenarbeitete. Typische Zuständigkeiten dieser weiteren Justizminister waren die Leitung des Kriminal-Departements, der Militärjustiz oder der Justizverwaltung sowie die Aufsicht über die Provinzialjustiz. Ab 1762 bis in das 19. Jahrhundert gehörten auch die „geistlichen Angelegenheiten“ (Kirchen und Bildung) zum Aufgabenbereich der Justizminister (Zedlitz, Wöllner, Massow).
Mit den Reformen 1808/18 wurden ein eigenständiges Justizministerium begründet, 1817 aufgespalten in einen
- Minister für Justizverwaltung
- Minister für Revision der Gesetzgebung

Ab 1848 entsprach die Organisation der uns heute vertrauten Praxis.
Verwirrend ist, dass auch Provinzen einen Justizminister hatten. So gab es neben den Justizministern des Staates Preußen auch einen Justizminister der Provinz Preußen (dies ist das spätere „Ostpreußen“, noch verwirrender: aus historischen Gründen als „das Königreich“ bezeichnet). Zeitweilig führten die Provinz-Justizminister den Titel Kanzler. Soweit Artikel über sie vorliegen, werden sie zur besseren Zuordnung hier ebenfalls aufgeführt.

## Kollegialprinzip von 1723 bis 1737
| Name                                | Amtsantritt | Amtsaustritt | Bild |
| ----------------------------------- | ----------- | ------------ | ---- |
| Christoph von Katsch * 1665; † 1729 |             |              |      |

## Einzelminister und Großkanzler von 1737 bis 1817
| Name                                                     | Amtsantritt       | Amtsaustritt     | Titel, Aufgaben                                                         | Bild |
| -------------------------------------------------------- | ----------------- | ---------------- | ----------------------------------------------------------------------- | --- |
| Samuel von Cocceji                                       | 1737              | 1739             | alleiniger Justizminister                                               | Wappen des Königreichs Preußen · Levin Friedrich von Bismarck · Karl Abraham von Zedlitz · Abgeordnete des vereinigten Landtages · Karl Abraham von Zedlitz · Wappen derer von Münchhausen · Johann Heinrich Casimir Graf von Carmer · Carl Friedrich von Beyme |
| Samuel von Cocceji                                       | 1741              | 1746             | alleiniger Justizminister                                               | Wappen des Königreichs Preußen · Levin Friedrich von Bismarck · Karl Abraham von Zedlitz · Abgeordnete des vereinigten Landtages · Karl Abraham von Zedlitz · Wappen derer von Münchhausen · Johann Heinrich Casimir Graf von Carmer · Carl Friedrich von Beyme |
| Samuel von Cocceji                                       | 1747              | 1755             | Großkanzler                                                             | Wappen des Königreichs Preußen · Levin Friedrich von Bismarck · Karl Abraham von Zedlitz · Abgeordnete des vereinigten Landtages · Karl Abraham von Zedlitz · Wappen derer von Münchhausen · Johann Heinrich Casimir Graf von Carmer · Carl Friedrich von Beyme |
| Levin Friedrich Christoph August von Bismarck            | 20. Dezember 1746 | 1764             |                                                                         | Wappen des Königreichs Preußen · Levin Friedrich von Bismarck · Karl Abraham von Zedlitz · Abgeordnete des vereinigten Landtages · Karl Abraham von Zedlitz · Wappen derer von Münchhausen · Johann Heinrich Casimir Graf von Carmer · Carl Friedrich von Beyme |
| Philipp Joseph von Jariges                               | 1755              | 9. November 1770 | Großkanzler                                                             | Wappen des Königreichs Preußen · Levin Friedrich von Bismarck · Karl Abraham von Zedlitz · Abgeordnete des vereinigten Landtages · Karl Abraham von Zedlitz · Wappen derer von Münchhausen · Johann Heinrich Casimir Graf von Carmer · Carl Friedrich von Beyme |
| Ernst Friedemann von Münchhausen                         | 1763              | 1764             | Staats- und Justizminister                                              | Wappen des Königreichs Preußen · Levin Friedrich von Bismarck · Karl Abraham von Zedlitz · Abgeordnete des vereinigten Landtages · Karl Abraham von Zedlitz · Wappen derer von Münchhausen · Johann Heinrich Casimir Graf von Carmer · Carl Friedrich von Beyme |
| Carl Joseph Maximilian von Fürst und Kupferberg          | 1763              | 1770             | Leitung des Justizwesens in mehreren Provinzen                          | Wappen des Königreichs Preußen · Levin Friedrich von Bismarck · Karl Abraham von Zedlitz · Abgeordnete des vereinigten Landtages · Karl Abraham von Zedlitz · Wappen derer von Münchhausen · Johann Heinrich Casimir Graf von Carmer · Carl Friedrich von Beyme |
| Carl Joseph Maximilian von Fürst und Kupferberg          | 1770              | 1770             | Großkanzler                                                             | Wappen des Königreichs Preußen · Levin Friedrich von Bismarck · Karl Abraham von Zedlitz · Abgeordnete des vereinigten Landtages · Karl Abraham von Zedlitz · Wappen derer von Münchhausen · Johann Heinrich Casimir Graf von Carmer · Carl Friedrich von Beyme |
| Karl Abraham von Zedlitz                                 | 1770              | 1789             | Kriminaldepartement                                                     | Wappen des Königreichs Preußen · Levin Friedrich von Bismarck · Karl Abraham von Zedlitz · Abgeordnete des vereinigten Landtages · Karl Abraham von Zedlitz · Wappen derer von Münchhausen · Johann Heinrich Casimir Graf von Carmer · Carl Friedrich von Beyme |
| Karl Abraham von Zedlitz                                 | 1771              | 1788             | auch Geistliche Angelegenheiten                                         | Wappen des Königreichs Preußen · Levin Friedrich von Bismarck · Karl Abraham von Zedlitz · Abgeordnete des vereinigten Landtages · Karl Abraham von Zedlitz · Wappen derer von Münchhausen · Johann Heinrich Casimir Graf von Carmer · Carl Friedrich von Beyme |
| Wolfgang Ferdinand von Dörnberg                          | 1771              | 1793             | Justizminister der französischen Kolonie und Geistliche Angelegenheiten | Wappen des Königreichs Preußen · Levin Friedrich von Bismarck · Karl Abraham von Zedlitz · Abgeordnete des vereinigten Landtages · Karl Abraham von Zedlitz · Wappen derer von Münchhausen · Johann Heinrich Casimir Graf von Carmer · Carl Friedrich von Beyme |
| Ernst Friedemann von Münchhausen                         | 1771              |                  | Justizverwaltung                                                        | Wappen des Königreichs Preußen · Levin Friedrich von Bismarck · Karl Abraham von Zedlitz · Abgeordnete des vereinigten Landtages · Karl Abraham von Zedlitz · Wappen derer von Münchhausen · Johann Heinrich Casimir Graf von Carmer · Carl Friedrich von Beyme |
| Johann Heinrich von Carmer                               | 1780              | 1794             | Großkanzler                                                             | Wappen des Königreichs Preußen · Levin Friedrich von Bismarck · Karl Abraham von Zedlitz · Abgeordnete des vereinigten Landtages · Karl Abraham von Zedlitz · Wappen derer von Münchhausen · Johann Heinrich Casimir Graf von Carmer · Carl Friedrich von Beyme |
| Eberhard Friedrich von der Reck                          | 30. Dezember 1784 | 1807             |                                                                         | Wappen des Königreichs Preußen · Levin Friedrich von Bismarck · Karl Abraham von Zedlitz · Abgeordnete des vereinigten Landtages · Karl Abraham von Zedlitz · Wappen derer von Münchhausen · Johann Heinrich Casimir Graf von Carmer · Carl Friedrich von Beyme |
| Johann Christoph von Wöllner                             | 1788              | 11. März 1798    | Geistliche Angelegenheiten                                              | Wappen des Königreichs Preußen · Levin Friedrich von Bismarck · Karl Abraham von Zedlitz · Abgeordnete des vereinigten Landtages · Karl Abraham von Zedlitz · Wappen derer von Münchhausen · Johann Heinrich Casimir Graf von Carmer · Carl Friedrich von Beyme |
| Heinrich Julius von Goldbeck                             | 11. Dezember 1789 | 7. Januar 1795   |                                                                         | Wappen des Königreichs Preußen · Levin Friedrich von Bismarck · Karl Abraham von Zedlitz · Abgeordnete des vereinigten Landtages · Karl Abraham von Zedlitz · Wappen derer von Münchhausen · Johann Heinrich Casimir Graf von Carmer · Carl Friedrich von Beyme |
| Heinrich Julius von Goldbeck                             | 7. Januar 1795    |                  | Großkanzler                                                             | Wappen des Königreichs Preußen · Levin Friedrich von Bismarck · Karl Abraham von Zedlitz · Abgeordnete des vereinigten Landtages · Karl Abraham von Zedlitz · Wappen derer von Münchhausen · Johann Heinrich Casimir Graf von Carmer · Carl Friedrich von Beyme |
| Albrecht Heinrich von Arnim auf Kröchlendorff und Woddow | 1798              | 1802             |                                                                         | Wappen des Königreichs Preußen · Levin Friedrich von Bismarck · Karl Abraham von Zedlitz · Abgeordnete des vereinigten Landtages · Karl Abraham von Zedlitz · Wappen derer von Münchhausen · Johann Heinrich Casimir Graf von Carmer · Carl Friedrich von Beyme |
| Julius Eberhard Wilhelm Ernst von Massow                 | 2. April 1798     |                  | Geistliche Angelegenheiten                                              | Wappen des Königreichs Preußen · Levin Friedrich von Bismarck · Karl Abraham von Zedlitz · Abgeordnete des vereinigten Landtages · Karl Abraham von Zedlitz · Wappen derer von Münchhausen · Johann Heinrich Casimir Graf von Carmer · Carl Friedrich von Beyme |
| Carl Friedrich von Beyme                                 | 25. November 1808 | 4. Juni 1810     | Großkanzler                                                             | Wappen des Königreichs Preußen · Levin Friedrich von Bismarck · Karl Abraham von Zedlitz · Abgeordnete des vereinigten Landtages · Karl Abraham von Zedlitz · Wappen derer von Münchhausen · Johann Heinrich Casimir Graf von Carmer · Carl Friedrich von Beyme |
| Friedrich Leopold von Kircheisen                         | 1810              | 1817             | Reformzeit                                                              | Wappen des Königreichs Preußen · Levin Friedrich von Bismarck · Karl Abraham von Zedlitz · Abgeordnete des vereinigten Landtages · Karl Abraham von Zedlitz · Wappen derer von Münchhausen · Johann Heinrich Casimir Graf von Carmer · Carl Friedrich von Beyme |

## Zwei Ressorts von 1817 bis 1848
| Name                                      | Amtsantritt      | Amtsaustritt       | Ressort          | Bild                                                                        |
| ----------------------------------------- | ---------------- | ------------------ | ---------------- | --------------------------------------------------------------------------- |
| Friedrich Leopold von Kircheisen          | 1817             | 1825               | Justizverwaltung | Carl Friedrich von Beyme · Friedrich Carl von Savigny · Alexander von Uhden |
| Carl Friedrich von Beyme                  | 1817             | 31. Dezember 1819  | Gesetzesrevision | Carl Friedrich von Beyme · Friedrich Carl von Savigny · Alexander von Uhden |
| Heinrich von Danckelmann                  | 23. April 1825   | 19. Dezember 1830  | Justizverwaltung | Carl Friedrich von Beyme · Friedrich Carl von Savigny · Alexander von Uhden |
| Heinrich Gottlob von Mühler               | 9. Februar 1832  | 30. September 1844 | Justizverwaltung | Carl Friedrich von Beyme · Friedrich Carl von Savigny · Alexander von Uhden |
| Karl Albert Christoph Heinrich von Kamptz | 9. Februar 1832  | 1842               | Gesetzesrevision | Carl Friedrich von Beyme · Friedrich Carl von Savigny · Alexander von Uhden |
| Friedrich Carl von Savigny                | 28. Februar 1842 | 30. März 1848      | Gesetzesrevision | Carl Friedrich von Beyme · Friedrich Carl von Savigny · Alexander von Uhden |
| Alexander von Uhden                       | 1. Oktober 1844  | 20. März 1848      | Justizverwaltung | Carl Friedrich von Beyme · Friedrich Carl von Savigny · Alexander von Uhden |

## Heutiger Zuschnitt von 1848 bis 1945
| Name                                                         | Amtsantritt        | Amtsaustritt       | Bild |
| ------------------------------------------------------------ | ------------------ | ------------------ | --- |
| Friedrich Wilhelm Ludwig Bornemann                           | 20. März 1848      | 20. Juni 1848      | Adolph Leonhardt · Max von Beseler · Peter Spahn · Wahlplakat für Kurt Rosenfeld · Hugo am Zehnhoff · Franz Gürtner |
| Karl Anton Maercker (Maerker)                                | 25. Juni 1848      | 21. September 1848 | Adolph Leonhardt · Max von Beseler · Peter Spahn · Wahlplakat für Kurt Rosenfeld · Hugo am Zehnhoff · Franz Gürtner |
| Gustav Wilhelm Kisker                                        | 25. September 1848 | 11. November 1848  | Adolph Leonhardt · Max von Beseler · Peter Spahn · Wahlplakat für Kurt Rosenfeld · Hugo am Zehnhoff · Franz Gürtner |
| Wilhelm Rintelen                                             | 11. November 1848  | 10. April 1849     | Adolph Leonhardt · Max von Beseler · Peter Spahn · Wahlplakat für Kurt Rosenfeld · Hugo am Zehnhoff · Franz Gürtner |
| Ludwig Simons                                                | 10. April 1849     | 14. Dezember 1860  | Adolph Leonhardt · Max von Beseler · Peter Spahn · Wahlplakat für Kurt Rosenfeld · Hugo am Zehnhoff · Franz Gürtner |
| August von Bernuth                                           | 17. Dezember 1860  | 17. März 1862      | Adolph Leonhardt · Max von Beseler · Peter Spahn · Wahlplakat für Kurt Rosenfeld · Hugo am Zehnhoff · Franz Gürtner |
| Leopold zur Lippe-Biesterfeld-Weißenfeld                     | Dezember 1862      | 2. Dezember 1867   | Adolph Leonhardt · Max von Beseler · Peter Spahn · Wahlplakat für Kurt Rosenfeld · Hugo am Zehnhoff · Franz Gürtner |
| Gerhard Adolph Wilhelm Leonhardt                             | 5. Dezember 1867   | 29. Oktober 1879   | Adolph Leonhardt · Max von Beseler · Peter Spahn · Wahlplakat für Kurt Rosenfeld · Hugo am Zehnhoff · Franz Gürtner |
| Heinrich von Friedberg                                       | 29. Oktober 1879   | 16. Januar 1889    | Adolph Leonhardt · Max von Beseler · Peter Spahn · Wahlplakat für Kurt Rosenfeld · Hugo am Zehnhoff · Franz Gürtner |
| Hermann von Schelling                                        | 31. Januar 1889    | 13. November 1894  | Adolph Leonhardt · Max von Beseler · Peter Spahn · Wahlplakat für Kurt Rosenfeld · Hugo am Zehnhoff · Franz Gürtner |
| Karl Schönstedt                                              | 13. November 1894  | 20. November 1905  | Adolph Leonhardt · Max von Beseler · Peter Spahn · Wahlplakat für Kurt Rosenfeld · Hugo am Zehnhoff · Franz Gürtner |
| Max von Beseler                                              | 20. November 1905  | 6. August 1917     | Adolph Leonhardt · Max von Beseler · Peter Spahn · Wahlplakat für Kurt Rosenfeld · Hugo am Zehnhoff · Franz Gürtner |
| Peter Spahn ab 14. November 1918 zusammen mit Kurt Rosenfeld | 6. August 1917     | 27. November 1918  | Adolph Leonhardt · Max von Beseler · Peter Spahn · Wahlplakat für Kurt Rosenfeld · Hugo am Zehnhoff · Franz Gürtner |
| Kurt Rosenfeld                                               | 14. November 1918  | Januar 1919        | Adolph Leonhardt · Max von Beseler · Peter Spahn · Wahlplakat für Kurt Rosenfeld · Hugo am Zehnhoff · Franz Gürtner |
| Wolfgang Heine bis Januar 1919 zusammen mit Kurt Rosenfeld   | 27. November 1918  | 30. März 1919      | Adolph Leonhardt · Max von Beseler · Peter Spahn · Wahlplakat für Kurt Rosenfeld · Hugo am Zehnhoff · Franz Gürtner |
| Hugo am Zehnhoff                                             | 25. März 1919      | 5. März 1927       | Adolph Leonhardt · Max von Beseler · Peter Spahn · Wahlplakat für Kurt Rosenfeld · Hugo am Zehnhoff · Franz Gürtner |
| Hermann Schmidt                                              | 5. März 1927       | 20. Juli 1932      | Adolph Leonhardt · Max von Beseler · Peter Spahn · Wahlplakat für Kurt Rosenfeld · Hugo am Zehnhoff · Franz Gürtner |
| Heinrich Hölscher, Reichskommissar                           | 1932               | 1933               | Adolph Leonhardt · Max von Beseler · Peter Spahn · Wahlplakat für Kurt Rosenfeld · Hugo am Zehnhoff · Franz Gürtner |
| Hanns Kerrl                                                  | 11. April 1933     | 1934               | Adolph Leonhardt · Max von Beseler · Peter Spahn · Wahlplakat für Kurt Rosenfeld · Hugo am Zehnhoff · Franz Gürtner |
| Franz Gürtner                                                | 1934               | 1935               | Adolph Leonhardt · Max von Beseler · Peter Spahn · Wahlplakat für Kurt Rosenfeld · Hugo am Zehnhoff · Franz Gürtner |

## Provinzialminister (Kanzler)
| Name                                                                       | Amtsantritt   | Amtsaustritt | Provinz   | Bild                                                                |
| -------------------------------------------------------------------------- | ------------- | ------------ | --------- | ------------------------------------------------------------------- |
| Friedrich Alexander von Korff                                              | 1766          |              | Preußen   | Wappen Schlesiens · Johann Heinrich von Carmer · Samuel von Cocceji |
| Karl (Carl) Friedrich Ludwig Albrecht (Albert) Graf Finck von Finckenstein | 1785          |              | Preußen   | Wappen Schlesiens · Johann Heinrich von Carmer · Samuel von Cocceji |
| Karl (Carl) Wilhelm von Schrötter (Schröter)                               |               |              | Preußen   | Wappen Schlesiens · Johann Heinrich von Carmer · Samuel von Cocceji |
| Karl Gustav von Goßler                                                     | 1869          | 1885         | Preußen   | Wappen Schlesiens · Johann Heinrich von Carmer · Samuel von Cocceji |
| Samuel von Cocceji                                                         | 1741          | 1743         | Schlesien | Wappen Schlesiens · Johann Heinrich von Carmer · Samuel von Cocceji |
| Georg Dietloff von Arnim                                                   | 1743          | 1748         | Schlesien | Wappen Schlesiens · Johann Heinrich von Carmer · Samuel von Cocceji |
| Adolph Albrecht von Danckelman                                             | 24. März 1780 | 1795         | Schlesien | Wappen Schlesiens · Johann Heinrich von Carmer · Samuel von Cocceji |
| Johann Heinrich von Carmer                                                 | 1768          | 1780         | Schlesien | Wappen Schlesiens · Johann Heinrich von Carmer · Samuel von Cocceji |